# Elinor Glyn
Elinor Glyn (Santo Helério, Jersey, Reino Unido, 17 de outubro de 1864 – Chelsea, Londres, Reino Unido, 23 de setembro de 1943), nascida Elinor Sutherland, foi uma romancista e roteirista inglesa e uma das precursoras da ficção erótica para mulheres. Foi ela quem cunhou o uso de It como um eufemismo para sexualidade ou para atração sexual, e seus trabalhos tiveram grande influência sobre a cultura popular no início do século XX.

## Biografia
Elinor era filha mais velha de Douglas Sutherland, um engenheiro civil descendente de Lord Duffs, e de Elinor Saunders, descendente de uma família anglo-francesa que se estabelecera no Canadá. Após a morte do pai, quando Elinor tinha apenas 2 meses de idade, a mãe retornou a Guelph, em Ontário, no Canadá, levando também sua outra filha, Lucy Christiana.
Elinor foi escolarizada pela avó, Lucy Anne (Willcocks) Saunders, uma aristocrata anglo-irlandesa, filha de Sir Richard Willcocks. Tal educação rendeu a Elinor não apenas a aceitação nos restritos círculos aristocráticos, quando retornou à Europa, mas também lhe permitiu ser considerada uma autoridade em estilo quando trabalhou em Hollywood, nos anos 20.
Sua mãe tornou a se casar, em 1871, com Mr. Kennedy, e a família voltou para Jersey, quando Elinor tinha oito anos; sua educação passou a ser feita, então, por uma governanta.
Casou aos 28 anos, em 27 de abril de 1892, com Clayton Louis Glyn (1857-1915), um rico, mas esbanjador proprietário, descendente de Sir Richard Carr Glyn, que fôra um prefeito em Londres no século XVIII. Após duas filhas, Margot e Juliet, o casamento de Elinor acabou por incompatibilidade mútua.
A irmã de Elinor, Lucy, Lady Duff-Gordon, tornou-se uma famosa designer de moda da época, conhecida como "Lucile".
Elinor começou a escrever em 1900, estreando com um livro baseado nas cartas de sua mãe. Teve vários relacionamentos com aristocratas britânicos, e alguns de seus livros foram baseados em sua vida, como se acredita ser o caso de “Three Weeks”, inspirado em seu caso com Lord Alistair Innes Ker, irmão do Duque de Roxburghe, e que escandalizara a sociedade da época. Teve um caso duradouro, entre 1906 e 1916, com George Nathaniel Curzon.
Quando seu marido faliu, em 1908, Elinor escreveu pelo menos um romance por ano, para manter seu padrão de vida. Ele faleceu em 1915, após muitos anos de enfermidade.
Elinor faleceu em 1943.
Sua filha Margot Elinor faleceu em Roma em 10 de setembro de 1966. Foi casada com Sir Edward Davson, com quem teve dois filhos: Geofrey Leo Simon Davson, que mudou seu nome para Anthony Glyn, e Christopher Davson. Em 1955, Geoffrey publicou a biografia da avó Elinor.
A segunda filha de Elinor, Juliet Evangeline, casou com o político do partido liberal Sir Rhys-Williams, e teve quatro filhos.

## Carreira
Seus livros It, Three Weeks e Beyond the Rocks, foram considerados picantes demais na época.
Mediante  a popularidade de seus livros, Elinor mudou-se para Hollywood, para trabalhar na indústria do cinema. Beyond the Rocks foi filmado pelo cinema-mudo em 1922, por Sam Wood, com Gloria Swanson e Rodolfo Valentino. Em 1927, Elinor ajudou Clara Bow a ser conhecida como “The It Girl”, após o filme baseado na sua obra, It, em que Bow contracenava com o ator de origem espanhola, Antonio Moreno.

## Elinor Glyn no Brasil
Diversos livros de Elinor foram publicados no Brasil, a maioria deles pela Companhia Editora Nacional, através da coleção Biblioteca das Moças, entre 1920 e 1960.
Alguns dos títulos, em língua portuguesa:
- Por Quê? (The Reason Why), volume 7 da Biblioteca das Moças
- O Grande Momento (The Great Moment), volume 8 da Biblioteca das Moças
- Seis Dias de Amor (Six Days), volume 17 da Biblioteca das Moças
- Seu único amor (His Hour), volume 29 da Biblioteca das Moças
- O Diário de Evangeline (The Vicissitudes of Evangeline), volume 30 da Biblioteca das Moças
- Fogo de Amor, volume 37 da Biblioteca das Moças
- Diário de uma Aristocrata, volume 54 da Biblioteca das Moças
- O It (It), volume 78 da Biblioteca das Moças, tradução de Godofredo Rangel, 1940
- O Homem e o Momento (The Man and the Moment), volume 79 da Biblioteca das Moças
- Cegueira de Amor (Love's Blindness), volume 96 da Biblioteca das Moças
- Ambição de Mulher (A Woman's Whimsies), volume 99 da Biblioteca das Moças
- Três Semanas de Amor (Three Weeks), volume 142 da Biblioteca das Moças
- Tudo se paga, volume 143 da Biblioteca das Moças
- Ressuscitada pelo Amor - 2 volumes, volume 165 da Biblioteca das Moças
- O Homem e a Escrava (Man and Maid), Coleção Para Todos, da Companhia Editora Nacional